# Wesley So
Wesley So (Las Piñas, Fülöp-szigetek, 1993. október 9. –) Fülöp-szigeteki születésű amerikai sakkozó, nemzetközi nagymester (2008-tól), sakkolimpiai bajnok (2016), Universiade bajnok (2013), a Fülöp-szigetek háromszoros bajnoka (2009, 2010, 2011), az Egyesült Államok kétszeres sakkbajnoka (2017, 2020), Ázsia villámsakkbajnoka (2012). 2014. októbertől az Amerikai Egyesült Államok színeiben versenyez.
2008. októberben ő lett a legfiatalabb sakkozó, aki átlépte a 2600 pontos határt, ezzel megdöntötte Magnus Carlsen rekordját. A sakkcsodagyerekek közé tartozik, mert 15 éves kora előtt szerezte meg a nagymesteri címet. 2017. januárban a sakk történetének 11. sakkozójaként átlépte a 2800 pontos határt. 2019-ben megnyerte az első alkalommal megrendezett Fischer randomsakk világbajnokságot. 2020-ban megnyerte az Amerikai Egyesült Államok sakkbajnokságát.
A Nemzetközi Sakkszövetség (FIDE) 2017. áprilisra érvényes Élő-pontszámítása szerint játékereje 2822 pont, amellyel a világranglistán a 2. helyen állt. Ez egyben eddigi legmagasabb Élő-pontszáma, és az eddigi legjobb helyezése. Ezzel az Élő-pontszámával a sakkozók örökranglistáján az 5. helyre került.

## Élete és sakkpályafutása
1993-ban Las Piñasban született, születése után nem sokkal költöztek a Cavite tartománybeli Bacoorba, ahol gyermekéveit töltötte. Szülei, William és Eleanor So könyvelők voltak. Hatéves korában tanult meg sakkozni, és kilencéves korában vett részt először ifjúsági sakkversenyen. 2003-ban megnyert a Fülöp-szigetek U10 korosztályos bajnokságát. Több alkalommal vett részt az ifjúsági sakkvilágbajnokság korosztályos versenyein. 2003-ban az U10 korcsoportban 19., az U12 korosztályban 2004-ben 7–15. (13.), 2005-ben holtversenyben az 1–4., végeredményben a 4. helyen végzett. 2007-ben, 14 évesen részt vett az U20 korosztályos junior sakkvilágbajnokságon, amelyen a 20. helyen végzett. Az Ázsia-bajnokságon 2004-ben az U10 korosztályban egyéni aranyérmet szerzett a hagyományos és a rapidsakk versenyen, 2005-ben az U12 korosztályban megnyerte a hagyományos, a rapid és a villámsakkversenyt is.
2004-ben szerezte meg a FIDE-mester, 2006-ban a nemzetközi mester, 2008-ban a nemzetközi nagymester címet.
Első nemzetközi felnőtt versenyén 2005-ben, 12 éves korában indult és a 159 induló között a 16. helyen végzett. Ezt követően a Dubai Openen, a San Marino Openen és a Malaysia Openen négy hónapon belül három alkalommal is teljesítette a nemzetközi mesteri normát, ezzel ő lett a legfiatalabb Fülöp-szigeteki, aki ezt a címet elérte.
A nagymesteri normát először 2006-ban Bad Wiessee-ben a Bayer Openen, másodszor 2007-ben az U20 junior sakkvilágbajnokságon, harmadszor Manilában a 3rd Pichay (Prospero) Cup International Open versenyen teljesítette. 14 éves 1 hónapos és 28 napos korában lett nagymester, abban az időben a hetedik legfiatalabb a sakk történetében.

### Részvétele a világbajnokságokon
2007-ben a holtversenyes 4–6. helyet érte el a sakkvilágbajnoki zónaversenyen, ezzel kvalifikálta magát a 2007-es sakkvilágkupa versenyére, (de ezen nem vett részt). 2009-ben a második helyen végezve a zónaversenyen,  ezúttal már elindult a sakkvilágkupán, ahol eredményével a verseny egyik szenzációját okozta. Az első körben az azeri Gadir Guseinovot 4–1-re, a másodikban Vaszil Ivancsukot, a harmadikban Gata Kamskyt 1,5–0,5-re verte, és egészen a nyolcaddöntőig jutott, ahol az orosz Vlagyimir Malahovtól szenvedett rájátszás után 4–1 arányú vereséget.
A 2010. évi Ázsia-bajnokságon elért 2. helyezésével szerzett kvalifikációt a 2011-es sakkvilágkupára, ahol az első fordulóban legyőzte Ting Li-zsent, de a 2. fordulóban az első kiemelt Szergej Karjakin elütötte a továbbjutástól.
2013-ban ismét második lett a zónaversenyen, amellyel megszerezte a kvalifikációt a 2013. évi sakkvilágkupára. Ismét a 2. körig jutott, ahol az orosz Jevgenyij Tomasevszkijtől szenvedett vereséget.
A sakkvilágkupán már Élő-pontszáma alapján vehetett részt, és 5. kiemeltként indulva a nyolcaddöntőig jutott. Az első körben az iráni Parham Maghsoodloo és a 2. körben a magyar Balogh Csaba ellen 2–0 arányú győzelemmel jutott tovább, a 3. körben a vietnami Le Quang Liemet verte 2,5–1,5-re, és a nyolcaddöntőben a francia Maxime Vachier-Lagrave ellen szenvedett 1,5–0,5 arányú vereséget.

### Egyéb kiemelkedő versenyeredményei
- 2008: 
  - 1. helyezés: Dubai Open[29][30]
  - 3. hely: 1st Leg ASEAN MASTERS CHESS CIRCUIT 2008 - GM "A" TOURNAMENT TARAKAN - INDONESIA[31]
  - 3. hely: 1st Dragon Capital Vietnam chess open (holtversenyes 2–3. hely Zurab Azmaiparasvilivel[32]
- 2009:
  - 1. hely: Fülöp-szigetek nemzeti bajnoksága[33]
- 2010:
  - 1. hely: Fülöp-szigetek nemzeti bajnoksága[34]
  - 2. hely: 1st PSC Chairman Harry Angping Cup OPEN[35]
  - 2. hely: 9th Asian Continental/Individual Open[36]
  - 4. hely: Corus sakktorna[37]
- 2011:
  - 1. hely: Fülöp-szigetek nemzeti bajnoksága[38]
  - 4. hely: AAI International Grandmasters Chess Tournament-2011[39]
  - 4. hely: TATA Steel Tournament[40]
  - 2. hely: Sea Games 26[41]
  - Holtversenyes 3. hely: Indonézia nyílt bajnoksága[42]
  - 1–3. helyezés: Sigeman 2011[43]
- 2012:
  - 1. hely: 2012 Toronto International[44]
  - 1. hely: Asian Continental Chess Championship 2012 - villámverseny[45]
  - 1. hely: COQ 2012 Invitation[46]
  - 1. hely: LUNETA Open Chess Tournament[47]
  - Holtversenyes 2. hely: 40th Annual World Open[48]
- 2013:
  - 1. hely: XXVII. Nyári Universiade[49][50]
  - 2. hely (holtversenyes 1–3. hely): Reykjavík Open 2013[51]
  - 1. hely: Webster Spice Open[52]
  - Holtversenyes 1. hely: Saint Louis Open[53]
  - 1. hely: Calgary international[54]
  - 1–2. hely. US Game 10 Championship[55]
  - 1. hely: Unive Chess Tournament, Hoogoven[56]
  - 1. hely: Pán-Amerikai Egyetemi Bajnokság[57]
- 2014:
  - 1. hely: XLIX. Capablanca-emlékverseny (elitcsoport)[58]
  - 1. hely: Észak-Amerika nyílt bajnoksága[59]
  - Holtversenyes 1. hely: Saint Louis Open[60]
  - 2. hely: 9th Edmonton International[61]
  - 1. hely: ITT ACP Golden Classic[62]
- 2015:
  - Holtversenyes 2. hely: TATA Steel Masters[63]
  - 1. hely: Bunratty Masters 2015[64]
  - 1. hely: Millionaire Chess Open 2[65]
  - 3. hely: Az Egyesült Államok bajnoksága[66][67]
  - 3–4. hely: Gashimov-emlékverseny (2774 átlagértékű)[68]
  - 2–3. hely: 43. dortmundi nagymesterverseny[69]

## Eredményei csapatban

### Sakkolimpia
2006–2012 között szerepelt a Fülöp-szigetek válogatottjában a sakkolimpián.
2016-ban az Amerikai Egyesült Államok csapatának 3. táblásaként 85%-os teljesítménnyel csapatban és egyéniben is aranyérmet szerzett. A 2018-as sakkolimpián csapatban ezüstérmet szerzett.

### U16 sakkolimpia
Fülöp-szigetek válogatott csapatában 2007-ben és 2008-ban játszott az U16 korosztályos sakkolimpián. A csapat mindkét alkalommal bronzérmet szerzett, egyéni teljesítményével mindkét alkalommal aranyérmes lett.

### Ázsia játékok
Fülöp-szigetek csapatában 2010-ben játszott az Ázsia-játékokon, ahol a csapat ezüstérmet szerzett.

## Emlékezetes játszmái
|    | |    |    |    |    |    |    |
|    | \| \| \| \| \| \| \| \| \| \| \| \| \| \| \| \| \| \| \| \| \| \| \| \| \| \| \| \| \| \| \| \| \| \| \| \| \| \| \| \| \| \| \| \| \| \| \| \| \| \| \| \| \| \| \| \| \| \| \| \| \| \| \| \| \| \| \| \| \| \| \| \| |    |    |    |    |    |    |
|    | |    |    |    |    |    |    |
| a8 | b8 | c8 | d8 | e8 | f8 | g8 | h8 |
| a7 | b7 | c7 | d7 | e7 | f7 | g7 | h7 |
| a6 | b6 | c6 | d6 | e6 | f6 | g6 | h6 |
| a5 | b5 | c5 | d5 | e5 | f5 | g5 | h5 |
| a4 | b4 | c4 | d4 | e4 | f4 | g4 | h4 |
| a3 | b3 | c3 | d3 | e3 | f3 | g3 | h3 |
| a2 | b2 | c2 | d2 | e2 | f2 | g2 | h2 |
| a1 | b1 | c1 | d1 | e1 | f1 | g1 | h1 |

| a8 | b8 | c8 | d8 | e8 | f8 | g8 | h8 |
| a7 | b7 | c7 | d7 | e7 | f7 | g7 | h7 |
| a6 | b6 | c6 | d6 | e6 | f6 | g6 | h6 |
| a5 | b5 | c5 | d5 | e5 | f5 | g5 | h5 |
| a4 | b4 | c4 | d4 | e4 | f4 | g4 | h4 |
| a3 | b3 | c3 | d3 | e3 | f3 | g3 | h3 |
| a2 | b2 | c2 | d2 | e2 | f2 | g2 | h2 |
| a1 | b1 | c1 | d1 | e1 | f1 | g1 | h1 |

Wesley So–Mortesa Mahjoob, Ázsia-bajnokság, 2007. 1–0 (Pirc-védelem, osztrák támadás, Weiss-változat ECO B09)
1. e4 d6 2. d4 Hf6 3. Hc3 g6 4. f4 Fg7 5. Hf3 O-O 6. Fd3 Ha6 7. O-O c5 8. d5 Hc7 9. Ve1 e6 10. dxe6 fxe6 11. e5 Hfd5 12. He4 Hxf4 13. Fxf4 Bxf4 14. Hxd6 Hd5 15. Vg3 Vf8 16. Bae1 He7 17. Hg5 Bxf1+ 18. Bxf1 Hf5 19. Fxf5 gxf5 (diagram) 20. Bxf5 sötét feladta, 1-0 (mert 20. – exf5-re 21. Vb3+ Kh8 (Fd6-ra 22.Vxd6+ és ugyanaz) 22. Hdf7+ Kg8 23. Hh6++ Kh8 24.Hgf7+ vezérnyeréssel).
Almási Zoltán– Wesley So, Capablanca-emlékverseny, 2014. 0–1 francia védelem, Winawer, mérgezett gyalog változat ECO C18)
1. e4 e6 2. d4 d5 3. Hc3 Fb4 4. e5 c5 5. a3 Fxc3+ 6. bxc3 He7 7. Vg4 Vc7 8. Vxg7 Bg8 9. Vxh7 cxd4 10. He2 Hbc6 11. f4 dxc3 12. Vd3 d4 13. Hg3 Fd7 14. Fe2 O-O-O 15. O-O Hf5 16. He4 Hce7 17. Hf6 Bg6 18. Hxd7 Bxd7 19. Ff3 Hd5 20. Bb1 Kb8 21. Fe4 Bg8 22. a4 Vc6 23. a5 Va4 24. a6 b6 25. Bb3 Hde3 26. Ba3 Vb4 27. Bb3 Va4 28. Ba3 Vb4 29. Bb3 Ve7 30. Fxe3 dxe3 31. Vxc3 e2 32. Be1 Bd1 33. Fxf5 Bc8 34. Vg3 Vc5+ 35. Kh1 exf5 36. Bb1 Vd5 37. h3 Bd8 38. Kh2 Ve4 39. Vh4 B8d7 40. Bb3 Bxe1 41. Vh8+ Kc7 42. Bc3+ Vc6 43. Bxc6+ Kxc6 44. Vc8+ Bc7 45. Va8+ Kc5 46. Vb8 Bc6 47. Vxa7 Bd1 48. Ve7+ Kb5 0-1